# Erik Byléhn
Bror Erik Byléhn, född 15 januari 1898 i Bollnäs församling, Gävleborgs län, död 14 november 1986 i Uppsala domkyrkoförsamling, var en svensk friidrottare (kort- och medeldistanslöpning). Han tävlade för Bollnäs GIF, sedan SoIK Hellas och utsågs 1928 till Stor grabb nummer 55 i friidrott.
Civilt arbetade han som veterinär i Edsbyn och Karlstad.
Byléhn deltog i det svenska stafettlaget på 4x400 meter som vann silver vid OS 1924. Han vann även silver individuellt på 800 m vid OS 1928. Han hade det svenska rekordet på 800 meter 1928 till 1933 och vann SM på 400 meter (1925) och 800 meter (1926 och 1928).

## Karriär
Vid OS 1924 var Byléhn med i det svenska laget i stafett 4x400 meter som vann silver (de övriga var Artur Svensson, Gustaf Weijnarth och Nils Engdahl). På 400 meter individuellt slogs han ut i semifinalen. På 800 meter blev han utslagen i försöksheatet.
1925 vann Byléhn SM på 400 meter (49,6) och 800 meter (1.54,5).
Den 31 juli 1928 vann Byléhn silver på 800 meter vid OS i Amsterdam, på 1.52,8, vilket innebar en förbättring av Artur Svenssons svenska rekord från 1925. Han behöll rekordet till 1933 då Eric Ny sprang på 1.52,3. Han deltog även i det svenska stafettlaget på 4x400 meter som kom fyra på 3.15,8 (de andra var Björn Kugelberg, Bertil von Wachenfeldt och Sten Pettersson). Detta år vann han SM på 800 meter för andra gången, på 1.56,8.